# Bonzanigo
Bonzanigo (en llombard occidental Bunzanigh) és un nucli del municipi de Tremezzina, a la Província de Como, s'aixeca als turons a la riba nord del llac de Como a uns treinta quilòmetres de la frontera suïssa.
Inicialment depenia administrativament del municipi de Mezzegra, però el 1928 fou agregada amb Mezzegra, al nou municipi de Tremezzina. El 1947, amb la supressió del municipi de Tremezzina, retornà a Mezzegra. El 2014, quan es va recrear Tremezzina com a municipi, Bonzanigo ha tornat a ser-ne una fracció.
És conegut per ser el lloc on Benito Mussolini, després de la seva arrestació a Dongo va passar la nit del 27 al 28 abril de 1945, abans la seva execució, que, segons les fons, hauria passat al mateix Bonzanigo, o bé al poble veï de Giulino.